# Szemud
Szemud (Duits: Schönwalde) is een dorp in het Poolse woiwodschap Pommeren, in het district Wejherowski. De plaats maakt deel uit van de gemeente Szemud en telt 3000 inwoners.

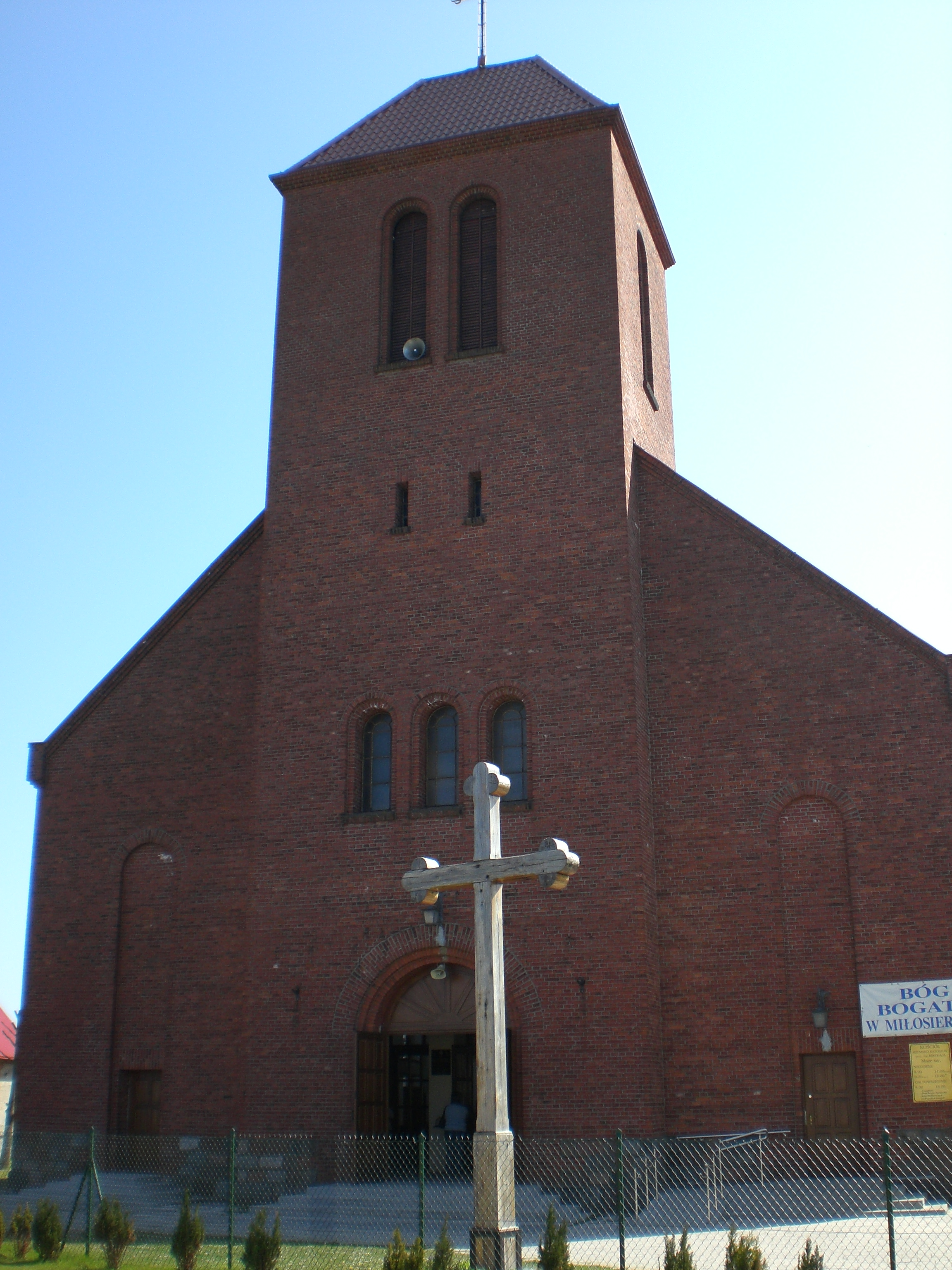
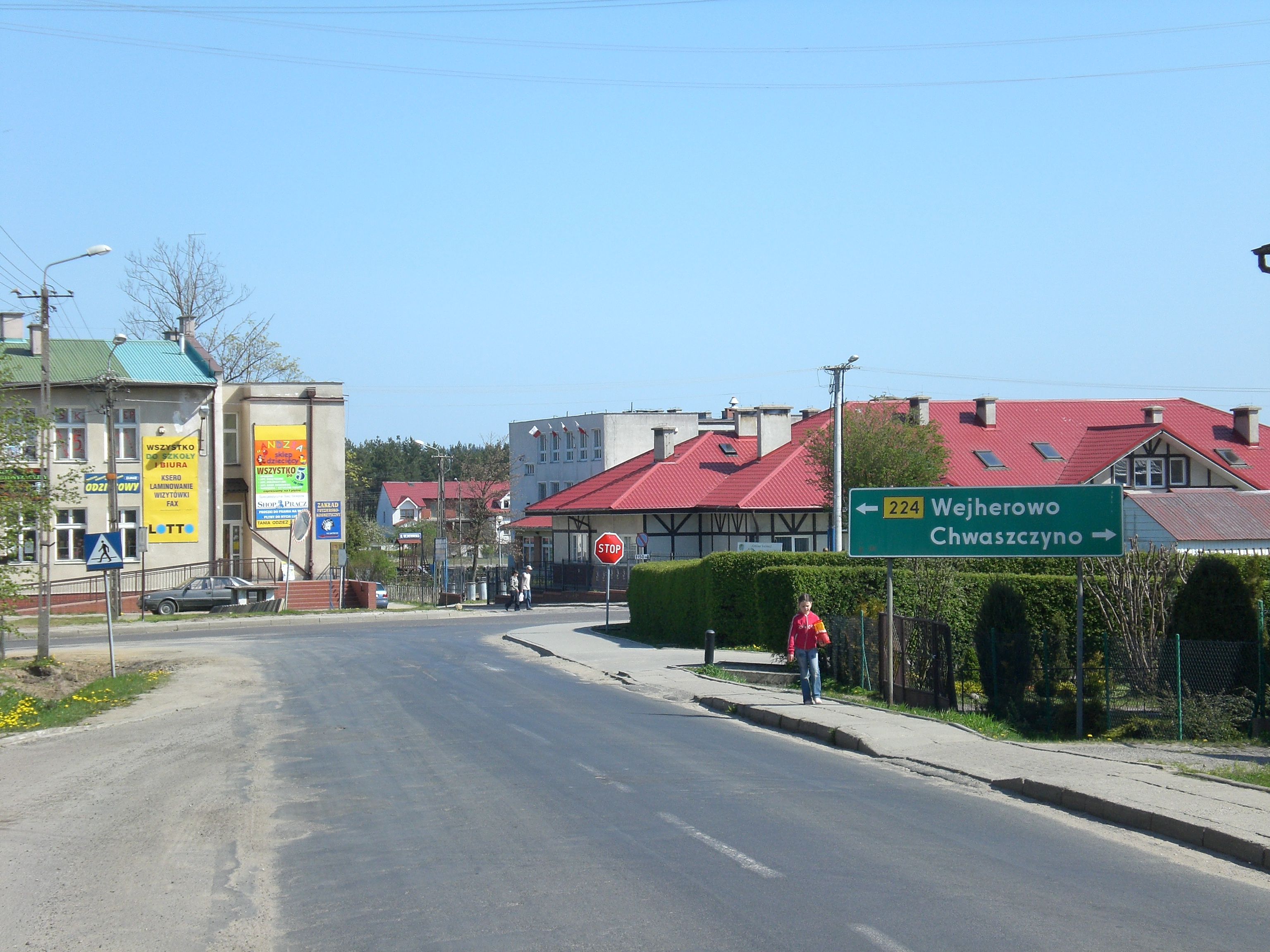